# Marcel Viau
Pour les articles homonymes, voir Viau.
Vous pouvez aider à l'améliorer ou bien discuter des problèmes sur sa page de discussion.
- Son contenu est rédigé entièrement ou presque à partir d'une seule source. N'hésitez pas à modifier cet article pour améliorer sa vérifiabilité en apportant de nouvelles références dans des notes de bas de page. (Marqué depuis juillet 2025)
- Son texte doit être wikifié : il ne correspond pas à la mise en forme Wikipédia (style, typographie, liens internes, liens entre les wikis, etc.). (Marqué depuis mai 2025)

- Archive Wikiwix
- Bing
- Cairn
- DuckDuckGo
- E. Universalis
- Gallica
- Google
- G. Books
- G. News
- G. Scholar
- Persée
- Qwant
- (zh) Baidu
- (ru) Yandex
- (wd) trouver des œuvres sur Wikidata

Marcel Viau, né en 1948 à Montréal, est un théologien, professeur émérite et écrivain canadien. Il est notamment reconnu pour ses travaux en théologie pratique ainsi que pour ses romans policiers historiques situés dans le Canada du XIXe siècle.

## Biographie
Marcel Viau obtient un doctorat en théologie à l’Université de Montréal en 1983. Après quelques années d’engagement social à Montréal, il commence sa carrière universitaire comme professeur à l’Université Saint-Paul d’Ottawa, avant de rejoindre en 1984 la Faculté de théologie et de sciences religieuses de l'Université Laval. Il y enseigne la théologie pratique, dirige la revue Laval théologique et philosophique et occupe diverses fonctions administratives, dont celle de doyen de la faculté de 2005 à 2008.
Spécialiste de la théologie pratique, il s’intéresse également à la philosophie américaine (notamment au pragmatisme et à la philosophie du langage) ainsi qu’aux dimensions esthétiques du discours théologique. Sous sa direction, l’Université Laval lance en 2001 le premier doctorat professionnel en théologie pratique du monde francophone. Il contribue également à la fondation de la Société internationale de théologie pratique et préside l’International Academy of Practical Theology au tournant des années 2000. Il prend sa retraite universitaire en 2009 et est nommé professeur émérite de l’Université Laval en 2014.
En parallèle à sa carrière académique, Marcel Viau développe une œuvre littéraire. Il publie dans les années 1980 et 1990 plusieurs essais de théologie pratique, dont certains traduits en anglais. À partir de 2009, il se consacre pleinement à la fiction, en particulier au roman policier historique. Il est notamment l’auteur d’une série de romans mettant en scène le détective Silas Robinson, dans le contexte du Canada victorien.

## Carrière universitaire et travaux de traduction
Durant sa carrière universitaire, Viau publie plus de 70 articles scientifiques et participe activement au développement de nouveaux programmes de formation, dont un certificat en pastorale et un doctorat professionnel en théologie pratique. Il dirige également des équipes de recherche en théologie pastorale et en philosophie de la religion. Il a contribué à la diffusion internationale de ses travaux, notamment par la publication en anglais de son ouvrage La nouvelle théologie pratique sous le titre Practical Theology: A New Approach (Brill, 1999).

## Œuvres

### Romans et récits de fiction
Série Les enquêtes de Silas Robinson :
- Les crimes du manoir Debartzch (2020)
- Le carcajou du Mont-Royal (2021)
- Au temps de la peste bleue (2022)
- Un pont sur le Saint-Laurent (2023)
- Meurtre à la caserne des Jésuites (2023)
- La morte du Faubourg Saint-Louis (2024)
- Turbulences dans Griffintown (2025)
- Griffintown in Turmoil (2025)
- Assassinat dans la rue Sparks (2025)

Autres œuvres de fiction :
- Les rencontres d’Édouard (Novalis, 2009) – récit philosophique
- Journal d’un docte ignorant (Médiaspaul, 2015) – essai-fiction
- L’homme au bracelet rouge (2016) – recueil de nouvelles
- Brébeuf. Théâtre opératique (2016) – pièce en alexandrins
- Les Suppliantes (2017) – roman-feuilleton
- La femme qui aimait le froid (2018) – roman
- Une orchidée dans le jardin d’hiver (2019) – roman
- Le legs d’Andréa (2019) – roman

### Essais et publications universitaires
- Introduction aux études pastorales (Paulines, 1987) – manuel de référence en théologie pratique
- Ceux qui restent. Réflexion sur un deuil (Anne Sigier, 1989) – essai spirituel
- La nouvelle théologie pratique (Paulines/Cerf, 1993) – premier volume d’une trilogie sur l’épistémologie théologique ; traduit en anglais sous le titre Practical Theology: A New Approach
- Le Dieu du verbe (Médiaspaul/Cerf, 1997) – deuxième volume, consacré à la philosophie du langage
- L’univers esthétique de la théologie (Médiaspaul, 2002) – troisième volume, explorant les dimensions esthétiques du discours théologique
- Précis de théologie pratique (Novalis / Lumen Vitae, 2004 ; codirection avec Gilles Routhier) – ouvrage collectif de référence réunissant une cinquantaine d’auteurs

## Distinctions
- Professeur émérite de l’Université Laval (2014)[1]
- Président de l’International Academy of Practical Theology
- Cofondateur de la Société internationale de théologie pratique
- Récompenses critiques pour sa trilogie sur la théologie pratique (1987, 1993, 1997), saluée pour son originalité dans le champ des sciences religieuses
- Reconnaissance littéraire pour ses romans policiers historiques, appréciés pour la rigueur documentaire et l’intégration de personnages historiques réels dans des intrigues fictionnelles